# Bad Attitude (album Meat Loafa)
Bad Attitude – czwarty album studyjny Meat Loafa, nagrany w 1984 w Anglii.

## Lista piosenek
1. „Bad Attitude” (Paul Jacobs, Sarah Durkee) – 4:44 – duet z Rogerem Daltreyem
2. „Modern Girl” (Paul Jacobs, Sarah Durkee) – 4:24
3. „Nowhere Fast” (Jim Steinman) – 5:12
4. „Surf’s Up” (Jim Steinman) – 4:23
5. „Piece Of The Action” (Paul Jacobs, Sarah Durkee) – 4:15
6. „Jumpin’ The Gun” (Paul Jacobs, Sarah Durkee) – 3:12 – duet z Zee Carling
7. „Sailor To A Siren” (Paul Jacobs, Sarah Durkee) – 4:08
8. „Don’t Leave Your Mark On Me” (John Parr, Julia Downes) – 4:07
9. „Cheatin’ In Your Dreams” (John Parr) – 4:40

## Osoby
- Meat Loaf – główny wokal
- Paul Jacobs – fortepian, keyboard, chórek
- Bob Kulick – gitara
- Paul Vincent – gitara
- John Siegler – gitara basowa
- Mo Foster – gitara basowa
- Steve Rance – syntezator
- Ronnie Asprey – saksofon
- Wells Kelly – perkusja, chórek
- Curt Cress – perkusja
- Frank Ricotti – perkusja
- Roger Daltrey – drugi wokal w piosence „Bad Attitude”
- Zee Carling – główny wokal kobiecy w piosence „Jumpin’ The Gun”
- Clare Torry – chórek
- Stephanie de Sykes – chórek